# Pink Friday 2 World Tour
Il Pink Friday 2 World Tour è stato il quinto tour musicale della rapper trinidadiana Nicki Minaj, a supporto del suo quinto album in studio Pink Friday 2 (2023).

## Scaletta
1. I'm the Best
2. Barbie Dangerous
3. FTCU
4. Beep Beep
5. Hard White
6. Press Play
7. Win Again
8. We Go Up
9. Big Difference
10. Beez in the Trap
11. Pink Birthday
12. Feeling Myself
13. Favorite
14. Cowgirl
15. RNB
16. High School
17. Needle
18. Ganja Burn
19. Bahm Bahm
20. Chun-Li
21. Red Ruby da Sleeze
22. Forward from Trini
23. Black Barbies
24. Barbie World
25. Roman's Revenge
26. Monster
27. Are You Gone Already (interlude)
28. Fallin 4 U
29. Right Thru Me
30. Save Me
31. Here I Am
32. Let Me Calm Down
33. Nicki Hendrix
34. Super Freaky Girl
35. Anaconda
36. Pink Friday Girls
37. Super Bass
38. The Night Is Still Young (interlude)
39. Moment 4 Life
40. Starships
41. Everybody

## Date del tour
| 1º marzo 2024     | Oakland          | Stati Uniti | Oakland Arena                  | Monica              | N.D. | N.D. |      |      |
| 3 marzo 2024      | Denver           | Stati Uniti | Ball Arena                     | Monica              | N.D. | N.D. |      |      |
| 8 marzo 2024      | Paradise         | Stati Uniti | T-Mobile Arena                 | Monica              | N.D. | N.D. |      |      |
| 10 marzo 2024     | Seattle          | Stati Uniti | Climate Pledge Arena           | Monica              | N.D. | N.D. |      |      |
| 13 marzo 2024     | Phoenix          | Stati Uniti | Footprint Center               | Monica              | N.D. | N.D. |      |      |
| 15 marzo 2024     | Inglewood        | Stati Uniti | Hollywood Park                 | N.D.                | N.D. | N.D. |      |      |
| 20 marzo 2024     | Atlanta          | Stati Uniti | State Farm Arena               | Monica              | N.D. | N.D. |      |      |
| 21 marzo 2024     | Atlanta          | Stati Uniti | State Farm Arena               | Monica              | N.D. | N.D. |      |      |
| 22 marzo 2024     | Orlando          | Stati Uniti | Kia Center                     | Monica              | N.D. | N.D. |      |      |
| 24 marzo 2024     | Nashville        | Stati Uniti | Bridgestone Arena              | Monica              | N.D. | N.D. |      |      |
| 26 marzo 2024     | Charlotte        | Stati Uniti | Spectrum Center                | Monica              | N.D. | N.D. |      |      |
| 28 marzo 2024     | Newark           | Stati Uniti | Prudential Center              | Monica              | N.D. | N.D. |      |      |
| 29 marzo 2024     | Filadelfia       | Stati Uniti | Wells Fargo Center             | Monica              | N.D. | N.D. |      |      |
| 30 marzo 2024     | New York City    | Stati Uniti | Madison Square Garden          | Monica              | N.D. | N.D. |      |      |
| 1º aprile 2024    | Washington, D.C. | Stati Uniti | Capital One Arena              | Monica              | N.D. | N.D. |      |      |
| 2 aprile 2024     | Baltimora        | Stati Uniti | CFG Bank Arena                 | Monica              | N.D. | N.D. |      |      |
| 4 aprile 2024     | New York City    | Stati Uniti | Barclays Center                | Monica              | N.D. | N.D. |      |      |
| 5 aprile 2024     | Hartford         | Stati Uniti | XL Center                      | Monica              | N.D. | N.D. |      |      |
| 7 aprile 2024     | Raleigh          | Stati Uniti | Dorothea Dix Park              | N.D.                | N.D. | N.D. |      |      |
| 8 aprile 2024     | Boston           | Stati Uniti | TD Garden                      | Monica              | N.D. | N.D. |      |      |
| 10 aprile 2024    | Boston           | Stati Uniti | TD Garden                      | Monica              | N.D. | N.D. |      |      |
| 12 aprile 2024    | Columbus         | Stati Uniti | Value City Arena               | Monica              | N.D. | N.D. |      |      |
| 13 aprile 2024    | Milwaukee        | Stati Uniti | Fiserv Forum                   | Monica              | N.D. | N.D. |      |      |
| 17 aprile 2024    | Montréal         | Canada      | Bell Centre                    | Monica              | N.D. | N.D. |      |      |
| 18 aprile 2024    | Toronto          | Canada      | Scotiabank Arena               | Monica              | N.D. | N.D. |      |      |
| 20 aprile 2024    | Detroit          | Stati Uniti | Little Caesars Arena           | Monica              | N.D. | N.D. |      |      |
| 24 aprile 2024    | Chicago          | Stati Uniti | United Center                  | Monica              | N.D. | N.D. |      |      |
| 25 aprile 2024    | Chicago          | Stati Uniti | United Center                  | Monica              | N.D. | N.D. |      |      |
| 27 aprile 2024    | Minneapolis      | Stati Uniti | Target Center                  | Monica              | N.D. | N.D. |      |      |
| 30 aprile 2024    | Toronto          | Canada      | Scotiabank Arena               | Monica              | N.D. | N.D. |      |      |
| 1º maggio 2024    | New York City    | Stati Uniti | Barclays Center                | Monica              | N.D. | N.D. |      |      |
| 8 maggio 2024     | New Orleans      | Stati Uniti | Smoothie King Center           | Monica              | N.D. | N.D. |      |      |
| 9 maggio 2024     | Houston          | Stati Uniti | Toyota Center                  | Monica              | N.D. | N.D. |      |      |
| 10 maggio 2024    | Dallas           | Stati Uniti | American Airlines Center       | Monica              | N.D. | N.D. |      |      |
| 12 maggio 2024    | Austin           | Stati Uniti | Moody Center                   | Monica              | N.D. | N.D. |      |      |
| 13 maggio 2024    | Oklahoma City    | Stati Uniti | Paycom Center                  | Monica              | N.D. | N.D. |      |      |
| Europa            |                  |             |                                |                     |      |      |      |      |
| 23 maggio 2024    | Amsterdam        | Paesi Bassi | Ziggo Dome                     | N.D.                | N.D. | N.D. |      |      |
| 26 maggio 2024    | Birmingham       | Inghilterra | Resorts World Arena            | N.D.                | N.D. | N.D. |      |      |
| 28 maggio 2024    | Londra           | Inghilterra | The O2 Arena                   | N.D.                | N.D. | N.D. |      |      |
| 29 maggio 2024    | Glasgow          | Scozia      | OVO Hydro                      | N.D.                | N.D. | N.D. |      |      |
| 30 maggio 2024    | Manchester       | Inghilterra | Co-op Live                     | N.D.                | N.D. | N.D. |      |      |
| 1º giugno 2024    | Parigi           | Francia     | Accor Arena                    | N.D.                | N.D. | N.D. |      |      |
| 3 giugno 2024     | Manchester       | Inghilterra | Co-op Live                     | N.D.                | N.D. | N.D. |      |      |
| 5 giugno 2024     | Colonia          | Germania    | Lanxess Arena                  | N.D.                | N.D. | N.D. |      |      |
| 7 giugno 2024     | Berlino          | Germania    | Uber Arena                     | N.D.                | N.D. | N.D. |      |      |
| 8 giugno 2024     | Varsavia         | Polonia     | Służewiec                      | N.D.                | N.D. | N.D. | N.D. |      |
| 9 giugno 2024     | Parigi           | Francia     | Accor Arena                    | N.D.                | N.D. | N.D. |      |      |
| 11 giugno 2024    | Copenaghen       | Danimarca   | Royal Arena                    | N.D.                | N.D. | N.D. |      |      |
| 12 giugno 2024    | Stoccolma        | Svezia      | Tele2 Arena                    | N.D.                | N.D. | N.D. |      |      |
| 27 giugno 2024    | Portimão         | Portogallo  | Praia da Rocha                 | N.D.                | N.D. | N.D. |      |      |
| Africa            |                  |             |                                |                     |      |      |      |      |
| 28 giugno 2024    | Rabat            | Marocco     | OLM Souissi                    | N.D.                | N.D. | N.D. |      |      |
| Europa            |                  |             |                                |                     |      |      |      |      |
| 3 luglio 2024     | Milano           | Italia      | Fiera di Milano                | Anna                | N.D. | N.D. |      |      |
| 5 luglio 2024     | Ebreichsdorf     | Austria     | Magna Racino                   | N.D.                | N.D. | N.D. | N.D. | N.D. |
| 6 luglio 2024     | Dublino          | Irlanda     | Malahide Castle                | N.D.                | N.D. | N.D. | N.D. | N.D. |
| 12 luglio 2024    | Londra           | Regno Unito | Finsbury Park                  | N.D.                | N.D. | N.D. | N.D. | N.D. |
| 13 luglio 2024    | Frauenfeld       | Svizzera    | Grosse Allmend                 | N.D.                | N.D. | N.D. | N.D. | N.D. |
| 14 luglio 2024    | Liegi            | Belgio      | Astrid Park                    | N.D.                | N.D. | N.D. | N.D. | N.D. |
| Nord America      |                  |             |                                |                     |      |      |      |      |
| 4 settembre 2024  | Filadelfia       | Stati Uniti | Wells Fargo Center             | Bia Skillibeng      | —    | —    |      |      |
| 6 settembre 2024  | Pittsburgh       | Stati Uniti | PPG Paints Arena               | Bia Skillibeng      | —    | —    |      |      |
| 7 settembre 2024  | New York City    | Stati Uniti | Madison Square Garden          | Bia Skillibeng      | —    | —    |      |      |
| 9 settembre 2024  | Washington, D.C. | Stati Uniti | Capital One Arena              | Tyga Bia Skillibeng | —    | —    |      |      |
| 12 settembre 2024 | Buffalo          | Stati Uniti | KeyBank Center                 | Tyga Bia Skillibeng | —    | —    |      |      |
| 13 settembre 2024 | Cleveland        | Stati Uniti | Rocket Mortgage FieldHouse     | Tyga Bia Skillibeng | —    | —    |      |      |
| 15 settembre 2024 | Birmingham       | Stati Uniti | Legacy Arena                   | Tyga Bia Skillibeng | —    | —    |      |      |
| 17 settembre 2024 | Dallas           | Stati Uniti | American Airlines Center       | Tyga Bia Skillibeng | —    | —    |      |      |
| 18 settembre 2024 | San Antonio      | Stati Uniti | Frost Bank Center              | Tyga Bia Skillibeng | —    | —    |      |      |
| 21 settembre 2024 | Los Angeles      | Stati Uniti | Crypto.com Arena               | Tyga Bia Skillibeng | —    | —    |      |      |
| 22 settembre 2024 | Inglewood        | Stati Uniti | Kia Forum                      | Tyga Bia Skillibeng | —    | —    |      |      |
| 23 settembre 2024 | San Francisco    | Stati Uniti | Chase Center                   | Tyga Bia Skillibeng | —    | —    |      |      |
| 26 settembre 2024 | San Diego        | Stati Uniti | Viejas Arena                   | Tyga Bia Skillibeng | —    | —    |      |      |
| 28 settembre 2024 | Las Vegas        | Stati Uniti | MGM Grand Garden Arena         | Tyga Bia Skillibeng | —    | —    |      |      |
| 1º ottobre 2024   | Kansas City      | Stati Uniti | T-Mobile Center                | Tyga Bia Skillibeng | —    | —    |      |      |
| 2 ottobre 2024    | St. Louis        | Stati Uniti | Enterprise Center              | Tyga Bia Skillibeng | —    | —    |      |      |
| 4 ottobre 2024    | Jacksonville     | Stati Uniti | VyStar Veterans Memorial Arena | Tyga Bia Skillibeng | —    | —    |      |      |
| 5 ottobre 2024    | Tampa            | Stati Uniti | Amalie Arena                   | Tyga Bia Skillibeng | —    | —    |      |      |
| 6 ottobre 2024    | Miami            | Stati Uniti | Kaseya Center                  | Tyga Bia Skillibeng | —    | —    |      |      |
| 8 ottobre 2024    | Raleigh          | Stati Uniti | PNC Arena                      | Tyga Bia Skillibeng | —    | —    |      |      |
| 9 ottobre 2024    | Columbia         | Stati Uniti | Colonial Life Arena            | Tyga Bia Skillibeng | —    | —    |      |      |
| 11 ottobre 2024   | Elmont           | Stati Uniti | UBS Arena                      | Tyga Bia Skillibeng | —    | —    |      |      |

### Cancellazioni
| Data          | Città     | Stato       | Luogo           | Causa                                                                                                   |
| Europa        | Europa    | Europa      | Europa          | Europa                                                                                                  |
| ------------- | --------- | ----------- | --------------- | --- |
| 2 giugno 2024 | Amsterdam | Paesi Bassi | Ziggo Dome      | Arresto del 25 maggio 2024 da parte delle autorità aeroportuali di Amsterdam per possesso di marijuana. |
| 7 luglio 2024 | Bucarest  | Romania     | Romaero Băneasa | Motivi di sicurezza                                                                                     |